# Villa Marqués Alejandro María de Aguado
Villa Marqués Alejandro María de Aguado es una localidad del Gran Buenos Aires, Argentina. Pertenece al partido de San Martín.
Hasta 1952 era conocida como Villa Golf Club.

## Geografía

### Población
Contaba con 13,080 habitantes (Indec, 2001), situándose como la 14.ª localidad del partido.
Su único espacio verde público es la plaza Congresales de Tucumán, frente a la estación San Andrés.

### Sismicidad
La región responde a la «subfalla del río Paraná», y a la «subfalla del río de la Plata», con sismicidad baja; y su última expresión se produjo el 5 de junio de 1888 (137 años), a las 3.20 UTC-3, con una magnitud aproximadamente de 5,0 en la escala de Richter (terremoto del Río de la Plata de 1888).

### Clima
| Parámetros climáticos promedio de Villa Marqués Alejandro María de Aguado, BA | Parámetros climáticos promedio de Villa Marqués Alejandro María de Aguado, BA | Parámetros climáticos promedio de Villa Marqués Alejandro María de Aguado, BA | Parámetros climáticos promedio de Villa Marqués Alejandro María de Aguado, BA | Parámetros climáticos promedio de Villa Marqués Alejandro María de Aguado, BA | Parámetros climáticos promedio de Villa Marqués Alejandro María de Aguado, BA | Parámetros climáticos promedio de Villa Marqués Alejandro María de Aguado, BA | Parámetros climáticos promedio de Villa Marqués Alejandro María de Aguado, BA | Parámetros climáticos promedio de Villa Marqués Alejandro María de Aguado, BA | Parámetros climáticos promedio de Villa Marqués Alejandro María de Aguado, BA | Parámetros climáticos promedio de Villa Marqués Alejandro María de Aguado, BA | Parámetros climáticos promedio de Villa Marqués Alejandro María de Aguado, BA | Parámetros climáticos promedio de Villa Marqués Alejandro María de Aguado, BA | Parámetros climáticos promedio de Villa Marqués Alejandro María de Aguado, BA |
| Mes                                                                           | Ene.                                                                          | Feb.                                                                          | Mar.                                                                          | Abr.                                                                          | May.                                                                          | Jun.                                                                          | Jul.                                                                          | Ago.                                                                          | Sep.                                                                          | Oct.                                                                          | Nov.                                                                          | Dic.                                                                          | Anual                                                                         |
| ----------------------------------------------------------------------------- | ----------------------------------------------------------------------------- | ----------------------------------------------------------------------------- | ----------------------------------------------------------------------------- | ----------------------------------------------------------------------------- | ----------------------------------------------------------------------------- | ----------------------------------------------------------------------------- | ----------------------------------------------------------------------------- | ----------------------------------------------------------------------------- | ----------------------------------------------------------------------------- | ----------------------------------------------------------------------------- | ----------------------------------------------------------------------------- | ----------------------------------------------------------------------------- | ----------------------------------------------------------------------------- |
| Temp. máx. abs. (°C)                                                          | 39.7                                                                          | 39.3                                                                          | 37.5                                                                          | 35.8                                                                          | 30.4                                                                          | 27.6                                                                          | 27.8                                                                          | 34.2                                                                          | 34.3                                                                          | 34.7                                                                          | 36.0                                                                          | 38.1                                                                          | 39.7                                                                          |
| Temp. máx. media (°C)                                                         | 29.5                                                                          | 28.7                                                                          | 25.4                                                                          | 22.3                                                                          | 19.9                                                                          | 16.3                                                                          | 14.6                                                                          | 15.1                                                                          | 18.8                                                                          | 22.7                                                                          | 24.9                                                                          | 27.0                                                                          | 29.5                                                                          |
| Temp. media (°C)                                                              | 23.6                                                                          | 23.0                                                                          | 19.9                                                                          | 16.9                                                                          | 14.4                                                                          | 10.8                                                                          | 9.6                                                                           | 10.5                                                                          | 13.6                                                                          | 16.6                                                                          | 19.2                                                                          | 21.4                                                                          | 16.6                                                                          |
| Temp. mín. media (°C)                                                         | 17.8                                                                          | 17.4                                                                          | 14.5                                                                          | 11.6                                                                          | 8.9                                                                           | 5.3                                                                           | 4.7                                                                           | 6.0                                                                           | 8.5                                                                           | 10.6                                                                          | 13.6                                                                          | 15.9                                                                          | 11.2                                                                          |
| Temp. mín. abs. (°C)                                                          | 4.6                                                                           | 1.9                                                                           | -1.7                                                                          | -4.8                                                                          | -4.9                                                                          | -6.3                                                                          | -7.2                                                                          | -5.4                                                                          | -4.5                                                                          | -3.9                                                                          | -0.3                                                                          | 1.8                                                                           | -7.2                                                                          |
| Precipitación total (mm)                                                      | 120.1                                                                         | 119.0                                                                         | 140.5                                                                         | 100.4                                                                         | 74.8                                                                          | 69.6                                                                          | 68.9                                                                          | 70.3                                                                          | 70.7                                                                          | 117.2                                                                         | 109.0                                                                         | 111.3                                                                         | 1171.8                                                                        |
| Nevadas (cm)                                                                  | 0                                                                             | 0                                                                             | 0                                                                             | 0                                                                             | 0                                                                             | 0                                                                             | 0                                                                             | 0                                                                             | 0                                                                             | 0                                                                             | 0                                                                             | 0                                                                             | 0                                                                             |
| Días de precipitaciones (≥ )                                                  | 10                                                                            | 10                                                                            | 9                                                                             | 9                                                                             | 8                                                                             | 6                                                                             | 5                                                                             | 7                                                                             | 8                                                                             | 9                                                                             | 10                                                                            | 10                                                                            | 101                                                                           |
| Días de nevadas (≥ 0)                                                         | 0                                                                             | 0                                                                             | 0                                                                             | 0                                                                             | 0                                                                             | 0                                                                             | 0                                                                             | 0                                                                             | 0                                                                             | 0                                                                             | 0                                                                             | 0                                                                             | 0                                                                             |
| Horas de sol                                                                  | 270                                                                           | 240                                                                           | 190                                                                           | 175                                                                           | 170                                                                           | 135                                                                           | 140                                                                           | 175                                                                           | 180                                                                           | 215                                                                           | 255                                                                           | 260                                                                           | 2405                                                                          |
| Humedad relativa (%)                                                          | 68                                                                            | 67                                                                            | 89                                                                            | 83                                                                            | 78                                                                            | 75                                                                            | 80                                                                            | 81                                                                            | 80                                                                            | 79                                                                            | 72                                                                            | 70                                                                            | 76.8                                                                          |
| Fuente: Servicio Meteorológico Nacional Argentino                             |                                                                               |                                                                               |                                                                               |                                                                               |                                                                               |                                                                               |                                                                               |                                                                               |                                                                               |                                                                               |                                                                               |                                                                               |                                                                               |

La Defensa Civil municipal debe advertir sobre escuchar y obedecer acerca de 
Área de
- Tormentas severas periódicas
- Baja sismicidad, con silencio sísmico de 137 años